# Serixia anterufa
Serixia anterufa là một loài bọ cánh cứng trong họ Cerambycidae.